# Dārbīd-e Soflá
Dārbīd-e Soflá (persiska: داربيدِ پائين, بيژَنوَندِ سُفلَى, داربید سفلی) är en ort i Iran.   Den ligger i provinsen Lorestan, i den västra delen av landet, 400 km sydväst om huvudstaden Teheran. Dārbīd-e Soflá ligger 1 681 meter över havet och antalet invånare är 103.
Terrängen runt Dārbīd-e Soflá är kuperad, och sluttar västerut.Runt Dārbīd-e Soflá är det ganska tätbefolkat, med 72 invånare per kvadratkilometer. Närmaste större samhälle är Fīrūzābād, 14,0 km öster om Dārbīd-e Soflá. Omgivningarna runt Dārbīd-e Soflá är i huvudsak ett öppet busklandskap.